# Estat associat
Un estat associat o un estat en lliure associació és un estat independent que manté lliurement uns lligams constitucionals amb un altre estat. Típicament són uns acords revocables unilateralment, que regulen la cessió dels afers exteriors, la representació internacional o la seguretat militar, i poden incloure aspectes com la ciutadania o la representació parlamentària.

## Relació d'estats associats
- Associats amb Nova Zelanda, sense representació parlamentària:
  - Illes Cook, amb algunes missions diplomàtiques pròpies.
  - Niue
- Associats amb els Estats Units, sense representació parlamentària:
  - Estats Federats de Micronèsia, membre de les Nacions Unides
  - Palau, membre de les Nacions Unides.
  - Illes Marshall, membre de les Nacions Unides.
  - Illes Mariannes Septentrionals, mancomunitat associada.
- Països d'ultramar francesos, amb representació parlamentària i amb autodeterminació reconeguda:
  - Nova Caledònia
  - Polinèsia Francesa
- Antigues colònies del Regne Unit, associades des del 1967 i avui independents:
  - Antigua i Barbuda
  - Grenada
  - Saint Lucia
  - Saint Kitts i Nevis
  - Saint Vincent i les Grenadines

Encara que el nom oficial de Puerto Rico és "Estado Libre Asociado de Puerto Rico", tècnicament és un territori mancomunat, organitzat i no incorporat, i els Estats Units mantenen la sobirania. Disposen d'una àmplia autonomia, amb representació al Comitè Olímpic Internacional, però el Congrés nord-americà pot revocar qualsevol decisió del govern local.
El president basc, Juan José Ibarretxe, en l'anomenat Pla Ibarretxe, proposava l'estatus d'estat lliure associat per a Euskadi, però ha sigut rebutjat.